# Intolleranza 1960
Intolleranza 1960 è un'azione scenica in due tempi di Luigi Nono. Il libretto fu scritto da Nono, a partire da un'idea di Angelo Maria Ripellino, usando documenti storici e testi poetici di Julius Fučík (Reportage unter dem Strang geschrieben), La question di Henri Alleg e l'introduzione di Jean-Paul Sartre, La libertà di Paul Éluard, La nostra marcia di Vladimir Majakovskij e Alla posterità di Bertolt Brecht. L'opera dura circa 75 minuti.
Il protagonista è un rifugiato che vaga per l'Italia meridionale alla ricerca di un lavoro e si imbatte in proteste, arresti e torture. Viene rinchiuso in un campo di concentramento dove fa esperienza di tutte le emozioni umane. Raggiunge un fiume e scopre che la sua casa è in ogni luogo.
La prima dell'opera ebbe luogo al teatro La Fenice di Venezia diretta da Bruno Maderna il 13 aprile 1961 con Petre Munteanu ed Italo Tajo.

## Registrazioni
- Teldec 4509 97304(2): Coro dell'Opera di Stoccarda; Orchestra Statale di Stoccarda; direzione musicale di Bernhard Kontarsky
- Dreyer Gaido CD 21030: Coro del Teatro di Brema; Orchestra Filarmonica di Brema; direzione musicale di Gabriel Feltz